# Ànguelos Fetsis
Ànguelos Fetsis (en grec Άγγελος Φέτσης; nascut a Lefkada el 1878, (mort desconeguda)) fou un atleta grec. Va competir als Jocs Olímpics d'Estiu de 1896.
Fetsis va competir en la categoria de 800 metres, on va quedar quart o cinquè en la seva sèrie, ja que el seu temps és desconegut, cosa que va fer que no pogués avançar fins a la final.
També va competir en la categoria de 1.500, on es va classificar a la part inferior de la graella, encara que la seva col·locació exacta és confusa.